# Heliciopsis terminalis
Heliciopsis terminalis är en tvåhjärtbladig växtart som först beskrevs av Wilhelm Sulpiz Kurz, och fick sitt nu gällande namn av Hermann Sleumer. Heliciopsis terminalis ingår i släktet Heliciopsis och familjen Proteaceae. Inga underarter finns listade i Catalogue of Life.